# Бакке, Йохан
Йохан Йоханнессен Бакке (норв. Johan Johannessen Bakke; род. 1 мая 2004, Согндал, Согн-ог-Фьюране) — норвежский футболист, полузащитник клуба «Молде».
Отец Йохана — известный норвежский футболист и тренер Эйрик Бакке.

## Клубная карьера
Бакке — воспитанник клуба «Согндал». 8 сентября 2020 года в матче против «Стрёммена» он дебютировал в Первый дивизион Норвегии. В начале 2022 года Бакке перешёл в «Молде», подписав контракт на 3 года. 26 мая в матче против «Сарпсборг 08» он дебютировал в Типпелиге.